# Franz Gerger
Ferenc ou Franz Gerger, né le 4 septembre 1868 à Felsőrönök (en allemand Oberradling) prés de Saint-Gothard en Autriche-Hongrie (aujourd'hui Rönök en Hongrie)  et mort le 27 mars 1937 à Graz est un coureur cycliste autrichien, spécialiste des courses de longue distance puis du demi-fond.

## Biographie
En 1883, Franz Gerger, né en Hongrie, s'installe à Graz en Autriche, où, à l'âge de 22 ans, il apprend à faire du vélo  sous la houlette d'Alexander Gayer (de), qui dirige une « école de formation » à Graz et est considéré comme le premier entraîneur du cyclisme. Gerger commence sa carrière par la course sur route.
En 1893, il arrive troisième de Vienne-Berlin (de),,, derrière les coureurs vedettes allemands Josef Fischer et Georg Sorge (cyclisme) (de), sur un vélo fourni par Johann Puch (en). Étant le seul des coureurs les mieux classés à ne pas avoir changé de vélo, un vélo Styria, il remporte un prix spécial,,. La même année, il remporte le championnat sur route de 100 kilomètres de la fédération autrichienne des coureurs allemands,.
En 1894, avec Adolf Schmal, ils font Vienne-Paris (1 222 km) en 5 jours et 14 heures, puis il accompagne jusqu'à Munich le groupe qui avec Édouard de Perrodil va de Paris à Vienne. La même année, il prend la troisième place de Milan - Munich,, mais sa première grande victoire internationale a lieu en 1895. Il s'inscrit à Bordeaux-Paris dans la catégorie amateurs,, et établit un nouveau record (24h 12 min 15s) en battant tous les professionnels célèbres de l'époque,,,. Plus tard cette année-là, il arrive deuxième de Strasbourg-Bâle-Strasbourg derrière Marius Thé, mais devant la star allemande Thaddäus Robl et Maurice Garin,. La même année, il arrive deuxième de Saint Pétersbourg-Moscou,,.
Gerger devient professionnel et se spécialise dans les disciplines de la piste plus lucratives. En mars 1896, il participe à un match franco-allemand (Huret, Baugé vs. Fischer, Gerger) sur 6 heures au vélodrome d'hiver à Paris. Aux championnats du monde de 1896 à Copenhague, il remporte la médaille de bronze dans l'épreuve de demi-fond, terminant derrière Arthur Adalbert Chase et John William Stocks.
En 1897, il remporte le titre européen dans la même spécialité. Au cours de sa carrière, Franz Gerger a établi un total de huit records du monde. Il dirige une maison de cycles.
En 1902, il termine sa carrière avec une victoire dans la classique autrichienne Wien-Semmering-Wien. En 1903, il participe à des courses de moto sur une Puch 2.5 ch.
Dans les années 1930, il représente une maison de cycles à Graz et est membre de la fédération de cyclisme de Styrie. À 58 ans, il gagne encore une course amateur.

## Palmarès
- 1893
  - 3e Vienne - Berlin[7]
  - Champion d'Autriche sur route[1]
  - 1e Graz - Lebring
  - 5e Maastricht - Nimègue - Maastricht[7],[25]

- 1894
  - 3e Milan - Munich

- 1895
  - 1er Bordeaux - Paris (amateurs, nouveau record du parcours)
  - 2e Strasbourg - Bâle - Strasbourg
  - 2e Saint Pétersbourg-Moscou[19],[20]

- 1896
  - 3e Championnat du monde de demi-fond

- 1897
  -  Champion d'Europe de demi-fond

- 1898
  - 3e Championnats d'Allemagne de demi-fond [26]

- 1902
  - 1er Vienne - Semmering - Vienne[15]